# Мичуринское сельское поселение (Татарстан)
Мичуринское се́льское поселе́ние — муниципальное образование в Лениногорском районе Татарстана Российской Федерации.
Административный центр — посёлок имени Мичурина.

## История
Статус и границы сельского поселения установлены Законом Республики Татарстан от 31 января 2005 года № 34-ЗРТ «Об установлении границ территорий и статусе муниципального образования "Лениногорский муниципальный район" и муниципальных образований в его составе».

## Население
| 2010 | 2011 | 2012 | 2013 | 2014 | 2015 | 2016 |
| ---- | ---- | ---- | ---- | ---- | ---- | ---- |
| 671  | ↘668 | ↘662 | ↘643 | ↘627 | ↘607 | ↘603 |
| 2017 | 2018 |      |      |      |      |      |
| ↘590 | ↘574 |      |      |      |      |      |

## Состав сельского поселения
| № | Населённый пункт | Тип населённого пункта          | Население |
| - | ---------------- | ------------------------------- | --------- |
| 1 | Новое Сережкино  | село                            |           |
| 2 | имени Мичурина   | посёлок, административный центр |           |